# Ziegelheim
Ziegelheim este o comună din landul Turingia, Germania.